# MySQL proxy
MySQL proxy — прокси-сервер, предназначенный для работы с базами данных MySQL.

## Общее
MySQL proxy работает между сервером MySQL и клиентом, перенаправляя запросы от клиента к серверу. Имеет широкий набор возможностей (помимо непосредственно проксирования) за счет наличия встроенного языка Lua:
- реализация механизма failover;
- балансировка нагрузки;
- перехват, фильтрация, модификация запросов;
- обработка результатов выполнения запроса.

## Опции
--proxy-address - IP и порт самого mysql proxy (подключаться из приложений к нему).
--proxy-backend-addresses — список бэкенд-серверов для балансировки запросов (master в кластерной архитектуре).
--proxy-read-only-backend-addresses — список readonly бэкендов-серверов (slave, только read запросы). 
--proxy-lua-script — скрипт Lua (rw-splitting.lua который разделяет read/write, уже есть в исходниках - нужно скачать архив с гитхаба и найти).
--daemon — запустить daemon-процесс (с версии 0.7 запускается по умолчанию).

### Пример
```
mysql-proxy
 
\

  
--proxy-address
=
:3305

  
--proxy-backend-addresses
=
remotehost1:3306
 
\

  
--proxy-read-only-backend-addresses
=
remotehost2:3306
 
\

  
--proxy-lua-script
=
/usr/share/mysql-proxy/rw-splitting.lua
 
\

  
--daemon

```

## Интерфейсная часть на Lua
- connect_server — вызывается при инициализации соединений с серверами, указанными в параметрах --proxy-backend-addresses и --proxy-read-only-backend-addresses
- read_auth_result — обработчик авторизации клиента (обычно успешно авторизованное соединение записывается в пул соединений прокси-сервера)
- read_query — эта функция вызывается при получении запроса от клиента и перед отправкой его на серверную часть
- read_query_result — вызывается при получении результата выполнения запроса от сервера
- disconnect_client — вызывается при закрытии соединения с сервером